# Pauline Koner
Pauline Koner (26 juin 1912 à New York - 8 février 2001 à New York) est une danseuse et chorégraphe américaine. Elle est surtout reconnue pour ses spectacles au Roxy Theater de Los Angeles.

## Biographie
Issue d'une famille d'immigrés juifs russes, Pauline Koner est la fille de Samuel Koner, un avocat remarqué pour la mise en place d'un plan médical créé pour le Workmen's Circle, une organisation juive socialiste. Après avoir vu la prestation d'Anna Pavlova dans La Mort du cygne de Michel Fokine, elle décide de devenir danseuse. Dans les années 1920, elle étudie le ballet sous la direction de Michel Fokine. Son père finance ses leçons coûteuses en offrant des services juridiques en échange. Pauline Koner étudie plus tard aux côtés d'Angel Cansino. Elle pratique alors la danse espagnole, tout comme une fusion de danse asiatique et occidentale popularisée par les chorégraphes japonais Michio Itō et Yeichi Nimura.
Pauline Koner épouse le directeur d'orchestre autrichien Fritz Mahler en 1939. Elle décède le 8 février 2001 à Manhattan.

## Carrière professionnelle

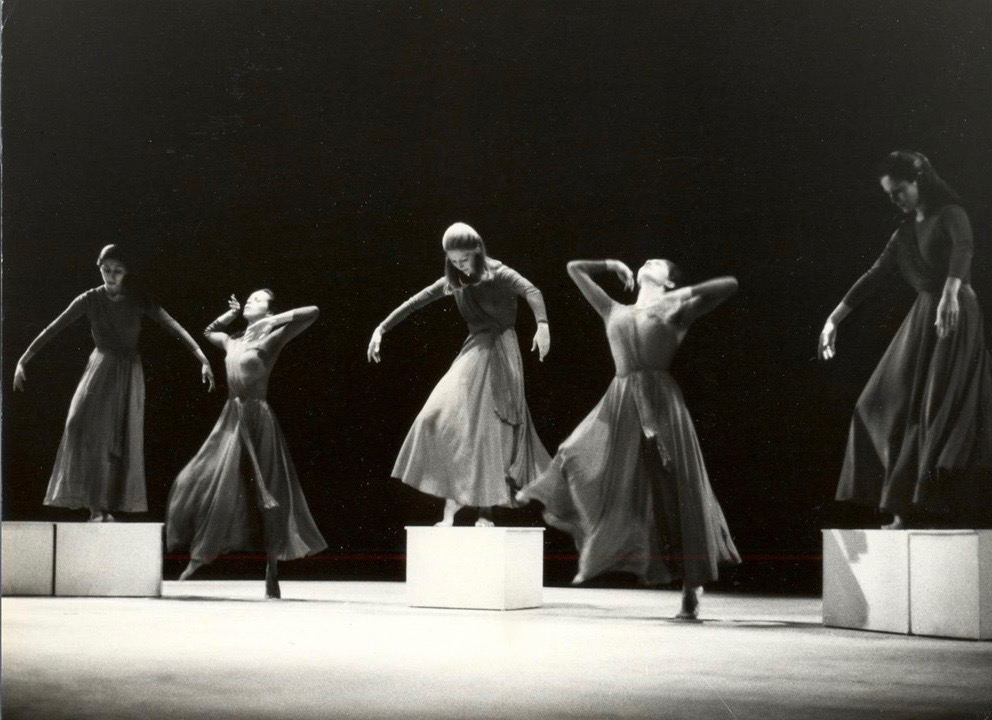
Extrait de «Sinfonia», chorégraphie Pauline Koner (1972)

### Carrière artistique
Le 7 décembre 1930, Pauline Koner présente sa première pièce chorégraphiée au Guild Theatre. Pendant quinze années, elle travaille comme soliste et se spécialise dans le ballet, la danse asiatique et la danse espagnole. Au gré des tournées, elle se produit en Égypte et en Palestine en 1932 ou en Union soviétique de 1934 à 1936, où elle enseigne aussi bien qu'elle danse.
Après la Seconde Guerre mondiale, Pauline Koner intègre différentes compagnies, dont celles de Michel Fokine, Michio Itō et José Limón (1946-1960). Elle fonde sa propre compagnie en 1949 et partage régulièrement la scène avec la danseuse et chorégraphe américaine Doris Humphrey. Sa danse la plus connue, The Farewell en 1962, a été pensé en l'honneur de Doris Humphrey.
En 1945, elle coproduit et développe avec l'actrice et danseuse Kitty Doner, onze chorégraphies pour la série télévisée musicale Choreotones de CBS. Le duo dirige également différents spectacles pour Holiday on Ice. Pauline Koner se souvient : « Malgré une carrière à succès dans le show-biz célèbre, Kitty était toujours à la recherche de nouvelles propositions artistiques. D'un goût certain, cette force vive était en perpétuelle recherche de nouveaux talents. »
En 1951, elle interprète le rôle d'Emilia dans The Moor's Pavane de Walter Strate.
Récompensée d'un diplôme honorifique du Rhode Island College, Pauline Koner est également lauréate du prix du magazine Dance en 1963.

### Enseignement
Pauline Koner met un terme à sa carrière de danseuse en 1972, mais continue d'enseigner en Inde, au Japon, en Corée et à Singapour. Elle a dirigé le Pauline Koner Dance Consort de 1976 à 1982. À partir de 1986, elle intègre la Juilliard School comme conférencière régulière.
Son enseignement et ses chorégraphies continuent d'être reconnus et en particulier son cours, Elements of Performing, qu'elle transmet à la North Carolina School of the Arts, à l'American Dance Festival et aux écoles américaines, européennes et asiatiques. La séance réunit des éléments de performance tels que la motivation, l'émotion, la concentration, la dynamique et l'utilisation d'accessoires, de tissus, de lumières et de sons,.
En 1989, Pauline Koner publie son autobiographie, Solitary Song, suivie de l'ouvrage Elements of Performance en 1993,.

## Publications
- Solitary Song, Pauline Koner, Duke University, 317p , 1989,  (ISBN 9780822308782)
- Elements of Performance: A Guide for Performers in Dance, Theatre and Opera (Choreography and Dance Studies Series), Pauline Koner, Routledge, 144p, 1993,  (ISBN 3718652668)